# Denostupeň
Denostupeň (též graden, gradden, grad-den, gradoden atp.) je jednotka sloužící k určení spotřeby energie především při vytápění, případně chlazení vnitřních prostor. Počet denostupňů je určen součinem počtu dnů v otopném období a rozdílu teplot mezi vnitřní teplotou vytápěného prostoru a střední venkovní oblastní teplotou v otopném období. Metoda určování spotřeby tepla či energie pomocí tohoto výpočtu se nazývá denostupňová metoda.

## Názvy jednotky
Termín denostupeň je doložen již v Technickém naučném slovníku z roku 1981 a vyskytuje se v řadě dalších textů z oblasti techniky. Výkladové slovníky češtiny a běžné pravopisné a slovotvorné příručky ho však dosud nezaznamenaly, v roce 2013 dokonce nebylo zachyceno ani v korpusech Českého národního korpusu.
Ačkoliv proběhly diskuse o správnosti pravopisné podoby, za pravopisné náležitou podobu je považován pouze „denostupeň“ s jedním „n“, protože slovo je odvozeno od substantiva „den“, nikoliv od adjektiva „denní“. Obě části složeniny jsou spojena konektem (spojovací samohláskou) -o-, takže formálně denostupeň patří mezi čistá kompozita koordinačního typu. Z širšího slovotvorného pohledu se slovo denostupeň jeví jako nesystémově utvořené, protože v důsledku historického zániku a vokalizace jerů není v žádném pádovém tvaru substantiva den s výjimkou nominativu a akuzativu jednotného čísla přítomna základová samohláska. Teoreticky správnější podoba „dnostupeň“ ale v úzu doložena není a prosazování „správnější“ podoby proti zažité se jeví jako nereálné. Výhodou zachování samohlásky je i to, že vylučuje asociaci s neutrem dno, a tak zabraňuje potenciální homonymii.
Slovotvorně má toto slovo blízko např. ke slovům tunokilometr a tunomíle, které Mluvnice češtiny 1 (1986) na straně 471 sémanticky přiřazuje jako zvláštní skupinu ke spřežkovým mutačním determinativům, a to k podtypu ampérhodina. Denostupeň mezi ostatními složeninami tohoto typu vyniká tím, že obě jeho složky jsou domácího původu, podobně jako výrazy osoboden, člověkohodina apod. Zdeňka Sochová a Jitka Štindlová v roce 1953 zastávaly názor, že složeniny násobné v češtině sice máme, ale jejich skládání je češtině úplně cizí, a považovaly takovýto způsob skládání za nepřípustný, jsou-li oběma členy obecná, neterminologická slova domácí.
Termíny denokelvin, resp. denokelvinová metoda, které by lépe odpovídaly soustavě jednotek SI, odborná veřejnost odmítla.
Technický slovník naučný z roku 2002 samostatně heslo denostupeň neuvádí a odkazuje na synonymní termín graden, což je podle sdělení anonymního odborného recenzenta historický název pro denostupeň. Název jednotky není ustálený a vyskytuje se např. ve formách gradden, grad–den, gradoden atp., vyjadřujících spojení slova grad ve významu stupeň a výrazu den.
Jednotka je mezinárodně užívaná, v angličtině je zmiňována názvem „day-degree“ nebo „degree day“, v němčině „Gradtag“, „Gradtagzahl“ (GTZ) nebo „Heizgradtag“ (HGT).

## Použití
Pražská teplárenská označuje počet denostupňů za asi nejkomplexnější ukazatel, který popisuje náročnost daného období z pohledu potřeby tepelné energie. Kombinuje v sobě jak počet topných dnů, tak průměrnou venkovní teplotu, tak teoretickou požadovanou vnitřní teplotu objektů. Jinými, méně komplexními ukazateli jsou počet topných dní v topné sezóně nebo průměrná venkovní teplota v topné sezóně.
Z období od roku 1997 do roku 2019 byla podle počtu denostupňů jako nejméně náročná vyhodnocena topná sezona 2006/2007 s 2631 denostupni a jako nejnáročnější topná sezona 2005/2006 s 3733 denostupni.